# Liste der Biografien/Brit
Liste der Biografien |
Portal Biografien |
Personensuche
# |
A |
B |
C |
D |
E |
F |
G |
H |
I |
J |
K |
L |
M |
N |
O |
P |
Q |
R |
S |
T |
U |
V |
W |
X |
Y |
Z |
?
 
Ba |
Be |
Bd |
Bg |
Bh |
Bi |
Bj |
Bl |
Bm |
Bn |
Bo |
Br |
Bs |
Bu |
Bw |
By |
Bz
 
Bra |
Brc |
Brd |
Bre |
Brg |
Bri |
Brj |
Brk |
Brl |
Brn |
Bro |
Brp–Brt |
Bru |
Brv |
Bry |
Brz
 
Bria |
Brib |
Bric |
Brid |
Brie |
Brif |
Brig |
Brij |
Brik |
Bril |
Brim |
Brin |
Brio |
Briq |
Brir |
Bris |
Brit |
Briv |
Briw |
Brix |
Briz
Die Liste der Biografien führt alle Personen auf, die in der deutschsprachigen Wikipedia einen Artikel haben. Dieses ist eine Teilliste mit 173 Einträgen von Personen, deren Namen mit den Buchstaben „Brit“ beginnt.

## Brit
- Brit, Gesine (* 1669), niederländische Dichterin

### Brita
- Britain, Calvin (1800–1862), US-amerikanischer Politiker
- Britain, Kristen (* 1965), US-amerikanische Schriftstellerin
- Britain, Radie (1899–1994), US-amerikanische Komponistin
- Britannicus (41–55), Sohn des römischen Kaisers Claudius und der MessalinaBritannicus (41–55)

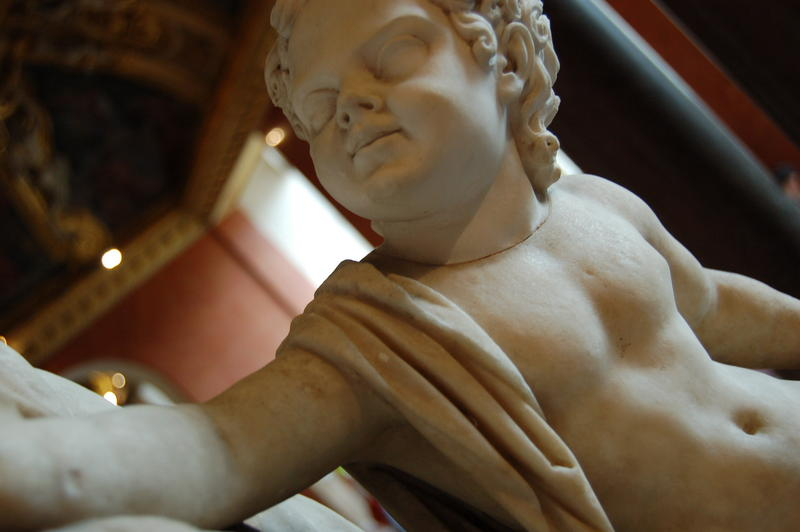
Britannicus (41–55)

### Britc
- Britch, Barbara (* 1951), US-amerikanische Skilangläuferin
- Britcher, Summer (* 1994), US-amerikanische Rennrodlerin
- Britcliffe, Sara (* 1995), britische Politikerin (Conservative Party), Mitglied des House of Commons

### Brite
- Brite, Poppy Z. (* 1967), US-amerikanischer Schriftsteller
- Britell, Nicholas (* 1980), US-amerikanischer Filmkomponist
- Brites, Céu, osttimoresische Beamtin und Politikerin
- Brites, Sara Lobo (* 1967), osttimoresische Politikerin
- Brítez, Alma (* 2001), paraguayische Handballspielerin
- Brítez, Iván (* 2004), paraguayischer Hürdenläufer
- Brítez, Josefina (* 2004), paraguayische Stabhochspringerin

### Britl
- Britland, Hannah (* 1990), britische Schauspielerin

### Britn
- Britnell, Jennifer (1943–2011), britische Französistin
- Britnew, Michail Ossipowitsch (1822–1889), russischer Kaufmann, Reeder und Schiffbauunternehmer

### Brito
- Brito Capello, Hermenegildo Augusto de (1841–1917), portugiesischer Offizier und Afrikaforscher sowie Gouverneur von Angola
- Brito e Nicote, Filipe de (1566–1613), portugiesischer Abenteurer, Händler und Söldnerführer, birmanischer Monarch
- Brito Foucher, Rodulfo (1899–1970), mexikanischer Jurist, Politiker und Rektor der UNAM
- Brito Garcia Monteiro, Luís Miguel (* 1980), portugiesischer Fußballspieler
- Brito Guimarães, Pedro (* 1954), brasilianischer Geistlicher, römisch-katholischer Erzbischof von Palmas
- Brito Patalim, Rui de, portugiesischer Adliger und Militär in den asiatischen Kolonien
- Brito Pereira, Sandra (* 1977), portugiesische Linguistin und Politikerin (PCP), MdEP
- Brito Soares, Renan (* 1985), brasilianischer Fußballtorhüter
- Brito Sobrinho, Jacinto Furtado de (* 1947), brasilianischer Geistlicher, römisch-katholischer Erzbischof von Teresina
- Brito, Adão de, osttimoresischer Offizier
- Brito, Bernardo Gomes de (* 1688), portugiesischer Herausgeber
- Brito, Carlos (* 1960), brasilianischer Manager
- Brito, Casimiro de (1938–2024), portugiesischer Schriftsteller
- Brito, David (* 1980), venezolanisch-schweizerischer Kontrabassist
- Brito, Eduardo (1905–1946), dominikanischer Opern- und Zarzuelasänger (Bariton)
- Brito, Fernanda (* 1992), chilenische Tennisspielerin
- Brito, Gary M., US-amerikanischer General
- Brito, Hermínio de (* 1914), brasilianischer Fußballspieler
- Brito, Jacinto (1938–1968), mexikanischer Radrennfahrer
- Brito, João Paulo (* 1974), portugiesischer Fußballspieler
- Brito, José (* 1944), kap-verdischer Politiker
- Brito, Lidia (* 1965), mosambikanische Ingenieurin und Forstwirtschaftsexpertin
- Brito, Lucca Borges de (* 1990), brasilianischer Fußballspieler
- Brito, Mariano (1930–2014), uruguayischer Jurist und Politiker
- Brito, Maximiliano de (* 1953), brasilianischer Pianist
- Brito, Michelle Larcher de (* 1993), portugiesische TennisspielerinMichelle Larcher de Brito (* 1993)

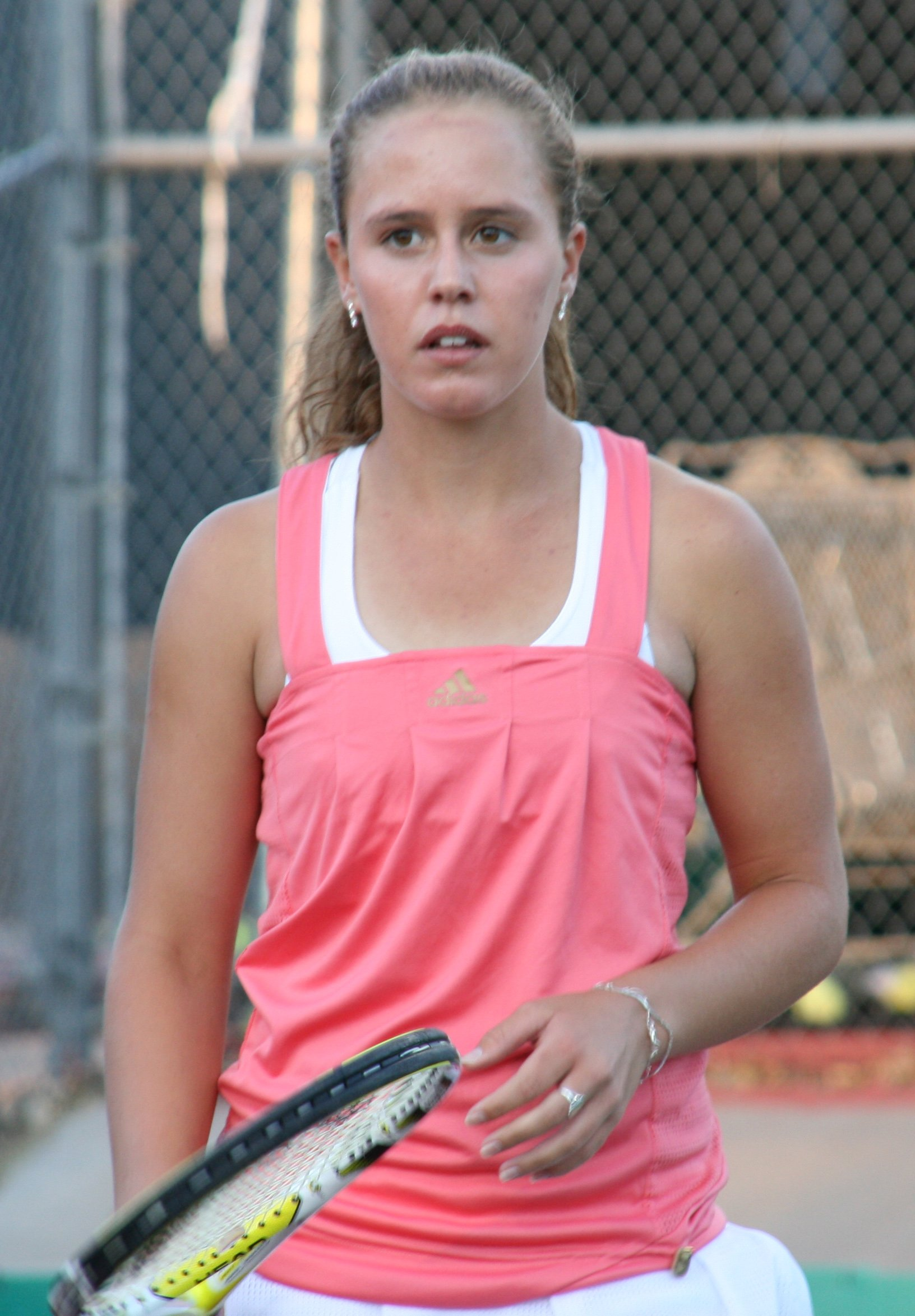
Michelle Larcher de Brito (* 1993)

- Brito, Miguel (* 1901), bolivianischer Fußballspieler
- Brito, Radulphus († 1320), scholastischer Philosoph und Grammatiker
- Brito, Roberto (* 1947), mexikanischer Radrennfahrer
- Brito, Waldemar de (1913–1979), brasilianischer FußballspielerWaldemar de Brito (1913–1979)

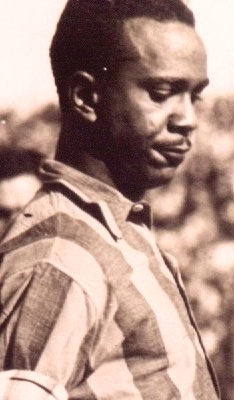
Waldemar de Brito (1913–1979)

- Britos, Julio César (1926–1998), uruguayischer Fußballspieler
- Britos, Marcela (* 1985), uruguayische Leichtathletin
- Britos, Matías (* 1988), uruguayischer Fußballspieler
- Britos, Miguel (* 1985), uruguayischer Fußballspieler
- Britos, Sebastián (* 1988), uruguayischer Fußballspieler

### Brits
- Brits, Grant (* 1987), australischer Schwimmer
- Brits, Jean-Pierre (* 1991), südafrikanischer Squashspieler
- Brits, Maryke (* 1994), südafrikanische Hürdenläuferin
- Brits, Okkert (* 1973), südafrikanischer Stabhochspringer
- Brits, Tazmin (* 1991), südafrikanische Cricketspielerin
- Britsch, Dominik (* 1987), deutscher Boxer
- Britsch, Gustaf (1879–1923), deutscher Kunsttheoretiker
- Britsch, Walter (1908–1982), deutscher Beamter und Reichstreuhänder
- Britschgi, Ezechiel (1917–2006), Schweizer Theologe, Pfarrer und Schriftsteller
- Britschgi, Hannes (* 1955), Schweizer Journalist, Fernsehmoderator und Publizist
- Britschgi, Lukas (* 1998), Schweizer Eiskunstläufer
- Britschgi, Mario (* 1990), Schweizer Unihockeyspieler
- Britschgi, Matthias (* 1985), Schweizer Schauspieler
- Britschgi, Melchior (1830–1904), Schweizer Politiker und Hotelier
- Britschgi, Walter (* 1957), Schweizer Sportkletterer, Bergsteiger und Sicherheitstheoretiker des Klettersports

### Britt
- Britt Nicole (* 1984), US-amerikanische christliche Pop-/Rocksängerin
- Britt, B. J. (* 1982), US-amerikanischer Schauspieler
- Britt, Charles Robin (* 1942), US-amerikanischer Politiker
- Britt, Elton (1913–1972), US-amerikanischer Country-Musiker
- Britt, Herbert E. (1908–1964), US-amerikanischer Filmtechniker
- Britt, James Jefferson (1861–1939), US-amerikanischer Politiker
- Britt, Jimmy (1879–1940), US-amerikanischer Boxer im Leichtgewicht

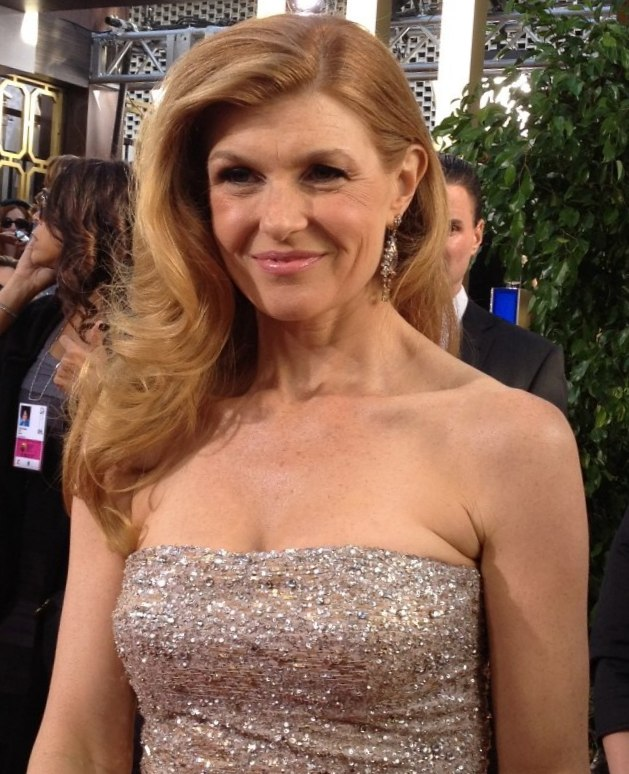
Connie Britton (* 1967)

- Britt, Justin (* 1991), US-amerikanischer Footballspieler
- Britt, Katie (* 1982), amerikanische Politikerin der Republikanischen ParteiKatie Britt (* 1982)

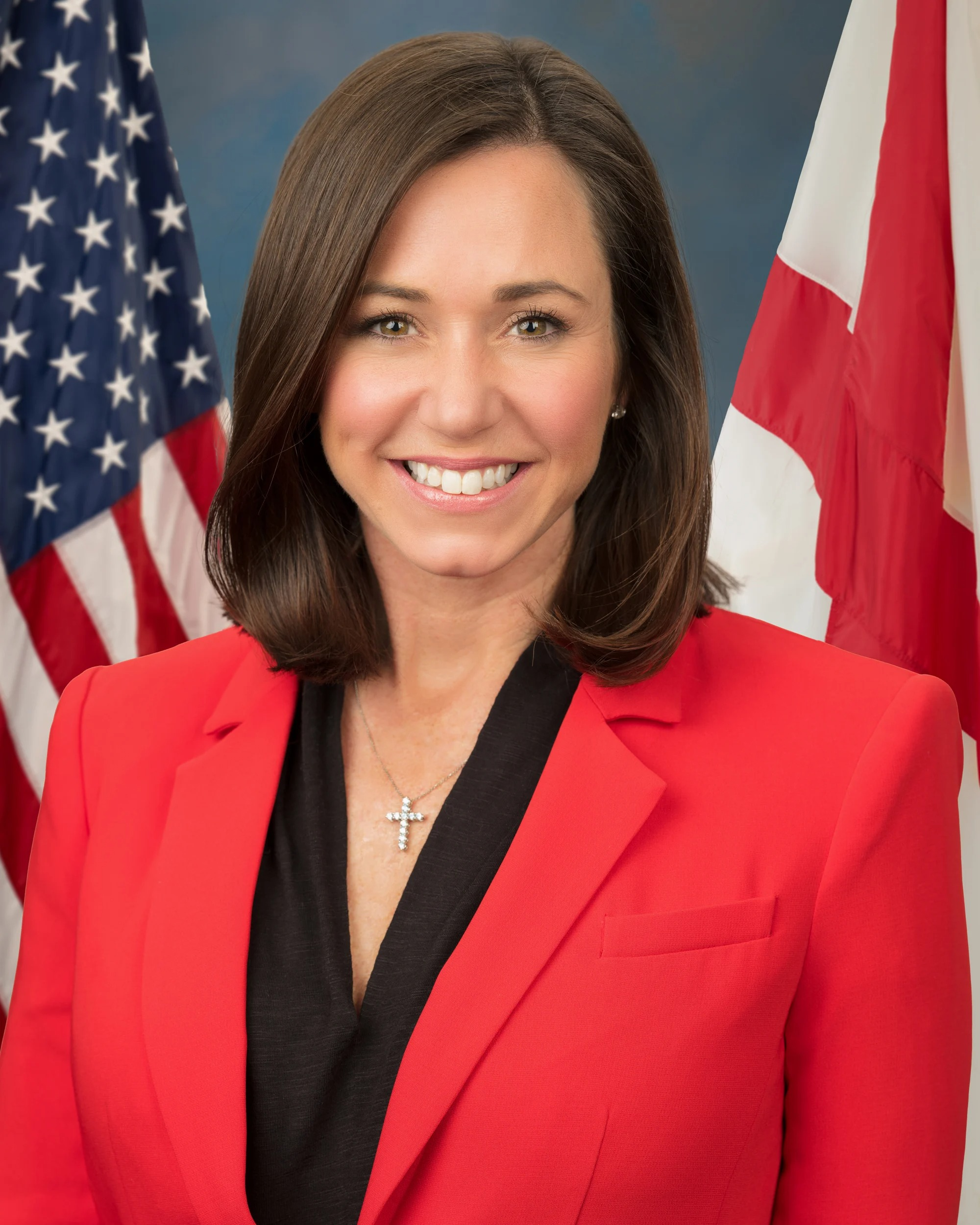
Katie Britt (* 1982)

- Britt, Kenny (* 1988), US-amerikanischer American-Football-Spieler
- Britt, Kevin Michael (1944–2004), US-amerikanischer Geistlicher, katholischer Bischof
- Britt, King (* 1968), US-amerikanischer Musiker, DJ und Labelbetreiber
- Britt, Mart (1900–1958), US-amerikanischer Jazz- und Unterhaltungsmusiker (Sänger) und Bandleader
- Britt, Martin (* 1946), englischer Fußballspieler
- Britt, Maurice (1919–1995), US-amerikanischer Politiker
- Britt, May (* 1933), schwedische Schauspielerin
- Britt, Melendy (* 1943), US-amerikanische Schauspielerin
- Britt, Pat (1940–2022), US-amerikanischer Jazzmusiker (Saxophon) und Musikproduzent
- Britt, Stan († 2014), britischer Journalist, Jazzautor und Rundfunkmoderator
- Britt-Gibson, Darrell (* 1985), US-amerikanischer Schauspieler
- Brittain, Charles (* 1966), US-amerikanischer Klassischer Philologe und Philosophiehistoriker
- Brittain, Colin (* 1986), US-amerikanischer Musiker und ProduzentColin Brittain (* 1986)

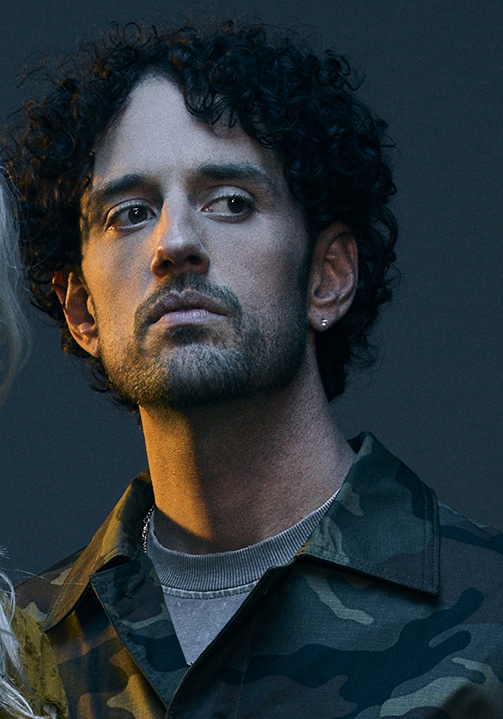
Colin Brittain (* 1986)

- Brittain, Donald (1928–1989), kanadischer Dokumentarfilmer
- Brittain, Lawrence (* 1990), südafrikanischer Ruderer
- Brittain, Matthew (* 1987), südafrikanischer Ruderer
- Brittain, Stanley Arthur (* 1931), britischer Radrennfahrer
- Brittain, Vera (1893–1970), britische Schriftstellerin
- Brittain, Will (* 1990), US-amerikanischer Filmschauspieler
- Brittan, Colin (1927–2013), englischer Fußballspieler
- Brittan, Leon (1939–2015), britischer Politiker, Mitglied des House of Commons
- Brittan, Martin Ralph (1922–2008), US-amerikanischer Ichthyologe
- Brittan, Samuel (1933–2020), britischer Ökonom, Wirtschaftsjournalist und Publizist
- Brittany, Morgan (* 1951), US-amerikanische SchauspielerinMorgan Brittany (* 1951)

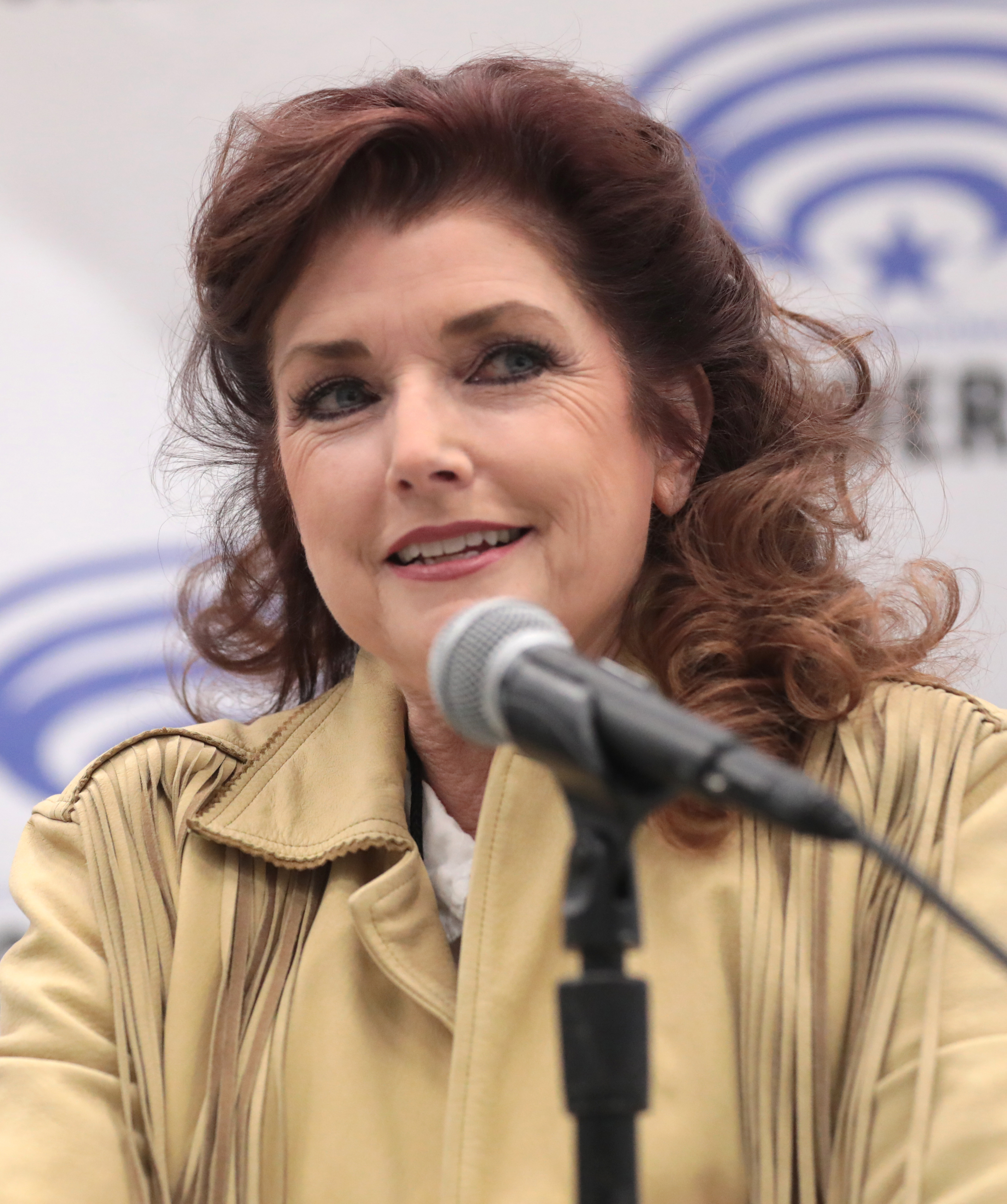
Morgan Brittany (* 1951)

- Britten, Benjamin (1913–1976), britischer Komponist
- Britten, Christie-Lee, australische Schauspielerin und Model
- Britten, Emma Hardinge (1823–1899), englische Spiritistin, Schriftstellerin und Theosophin
- Britten, Frederick A. (1871–1946), US-amerikanischer Politiker
- Britten, James (1846–1924), britischer Botaniker
- Britten, Roy John (1919–2012), US-amerikanischer Molekularbiologe, Entdecker der repetitiven DNA-Elemente im Genom der Eukaryoten
- Britten, Thomas (1858–1910), walisisch-englischer Fußballspieler und Bergbauingenieur
- Britten, Tony, britischer Komponist, Dirigent und Regisseur
- Britten, Uwe (* 1961), deutscher Autor und Lektor
- Britten, William Edward Frank (1848–1916), britischer Maler und Illustrator
- Britti, Alex (* 1968), italienischer Sänger, Gitarrist und Cantautore
- Brittig, Christian (* 1966), deutscher Eishockeytrainer
- Britting, Bernhard (* 1940), deutscher Olympiasieger im Rudern
- Britting, Georg (1891–1964), deutscher Schriftsteller und DichterGeorg Britting (1891–1964)

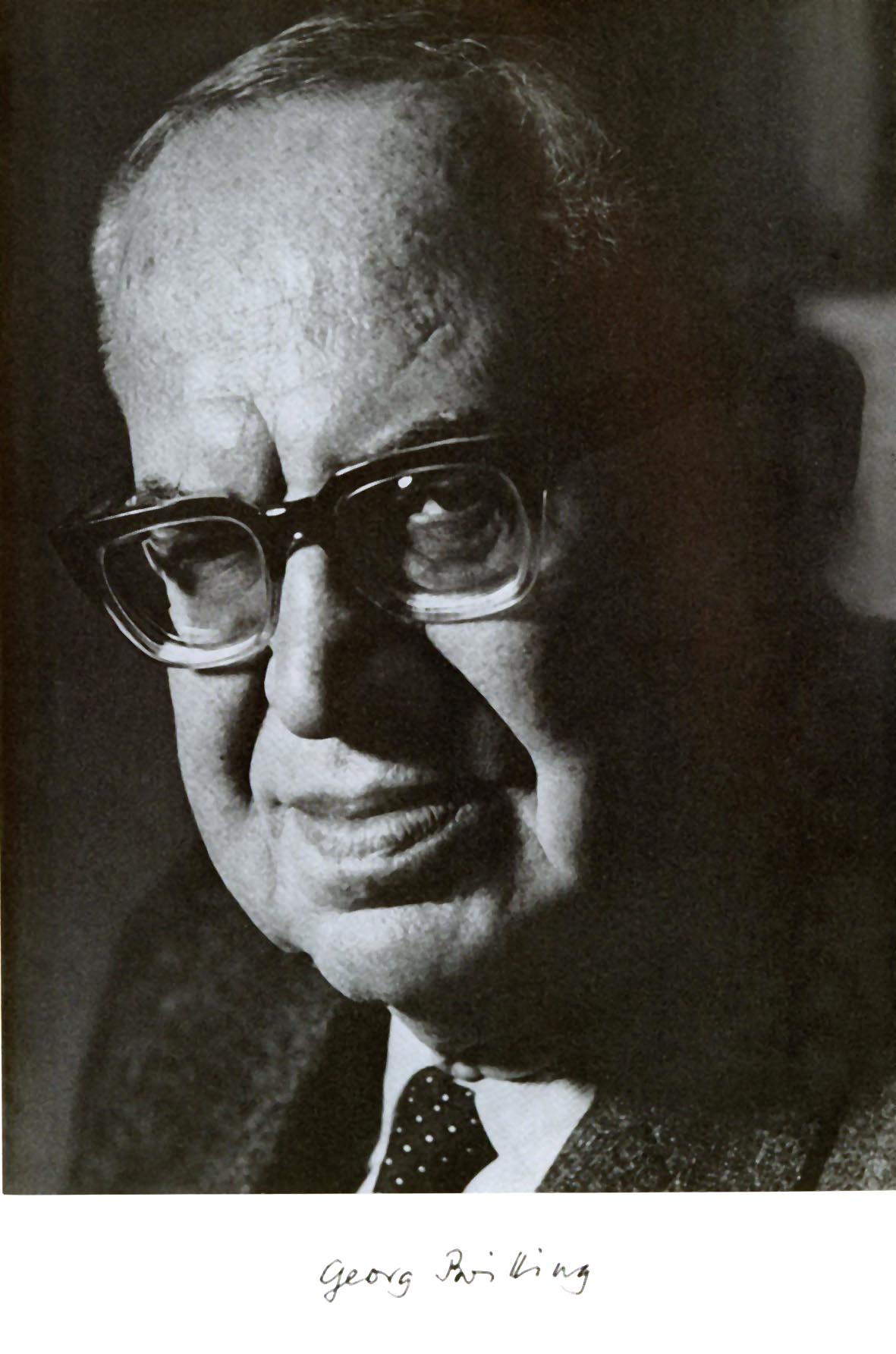
Georg Britting (1891–1964)

- Brittinger, Christian Casimir (1795–1869), deutscher Botaniker und Ornithologe
- Brittinger, Günter (1931–2021), deutscher Hämatologe und Onkologe
- Brittingham, Eric (* 1960), US-amerikanischer Musiker
- Brittle, Abi (* 2003), US-amerikanische Schauspielerin
- Brittnacher, Hans Richard (* 1951), deutscher Germanist
- Brittner, Raimund (* 1963), deutscher Fußballspieler
- Britto García, Luis (* 1940), venezolanischer Schriftsteller, Historiker, Essayist und Dramatiker
- Britto von Trier, Bischof von Trier
- Britto, Carol (1935–2012), US-amerikanische Jazzpianistin
- Britto, Dagou Willie (* 1996), ivorischer Fußballspieler
- Britto, Ethan (* 2000), gibraltarischer Fußballspieler
- Britto, Johannes de (1647–1693), portugiesischer Jesuit, Missionar und Märtyrer
- Britto, Luís (* 1993), brasilianischer Tennisspieler
- Britto, Paulo Henriques (* 1951), brasilianischer Dichter
- Britto, Romero (* 1963), brasilianischer Maler
- Britton, Andrea, britische Singer-Songwriterin
- Britton, Andrew (1981–2008), britischstämmiger Schriftsteller
- Britton, Barbara (1919–1980), US-amerikanische Schauspielerin
- Britton, Cameron (* 1986), US-amerikanischer Schauspieler
- Britton, Cliff (1909–1975), englischer Fußballspieler und -trainer
- Britton, Connie (* 1967), US-amerikanische SchauspielerinConnie Britton (* 1967)
- Britton, Devin (* 1991), US-amerikanischer Tennisspieler
- Britton, Elizabeth Gertrude (1858–1934), US-amerikanische Botanikerin, Bryologin und Lehrerin
- Britton, Evonne (* 1991), ghanaisch-US-amerikanische Hürdenläuferin
- Britton, Frank H. (1909–1992), US-amerikanischer Offizier, Generalmajor der US-Army
- Britton, Halland (1890–1975), britischer Langstreckenläufer
- Britton, Helen (* 1966), australische bildende Künstlerin und Schmuckkünstlerin
- Britton, Henrietta Hancock (1873–1963), englisch-kanadische Malerin und Lehrerin
- Britton, Jack (1885–1962), US-amerikanischer Boxer
- Britton, John, US-amerikanischer Basketballspieler
- Britton, John (1952–2023), US-amerikanischer Badmintonspieler schottischer Herkunft
- Britton, Leon (* 1982), englischer Fußballspieler und -trainer
- Britton, Mark (* 1958), englisch-deutscher Komiker
- Britton, Michael, US-amerikanischer Filmschaffender
- Britton, Nathaniel Lord (1859–1934), US-amerikanischer Geologe und Botaniker
- Britton, Pamela (1923–1974), US-amerikanische Schauspielerin
- Britton, Paul (* 1946), britischer Kriminalpsychologe
- Britton, Rhys (* 1999), britischer Radsportler
- Britton, Rob (* 1984), kanadischer Radsportler
- Britton, Rosa María (1936–2019), panamaische Ärztin und Schriftstellerin
- Britton, Thomas (1644–1714), englischer Kohlenhändler und Hobbymusiker
- Britton, Tony (1924–2019), britischer Schauspieler

### Britz
- Britz, Axel (* 1969), deutscher Fußballspieler
- Britz, Bernhard (1906–1935), schwedischer Radrennfahrer
- Britz, Charlotte (* 1958), deutsche Kommunalpolitikerin (SPD), Oberbürgermeisterin von SaarbrückenCharlotte Britz (* 1958)

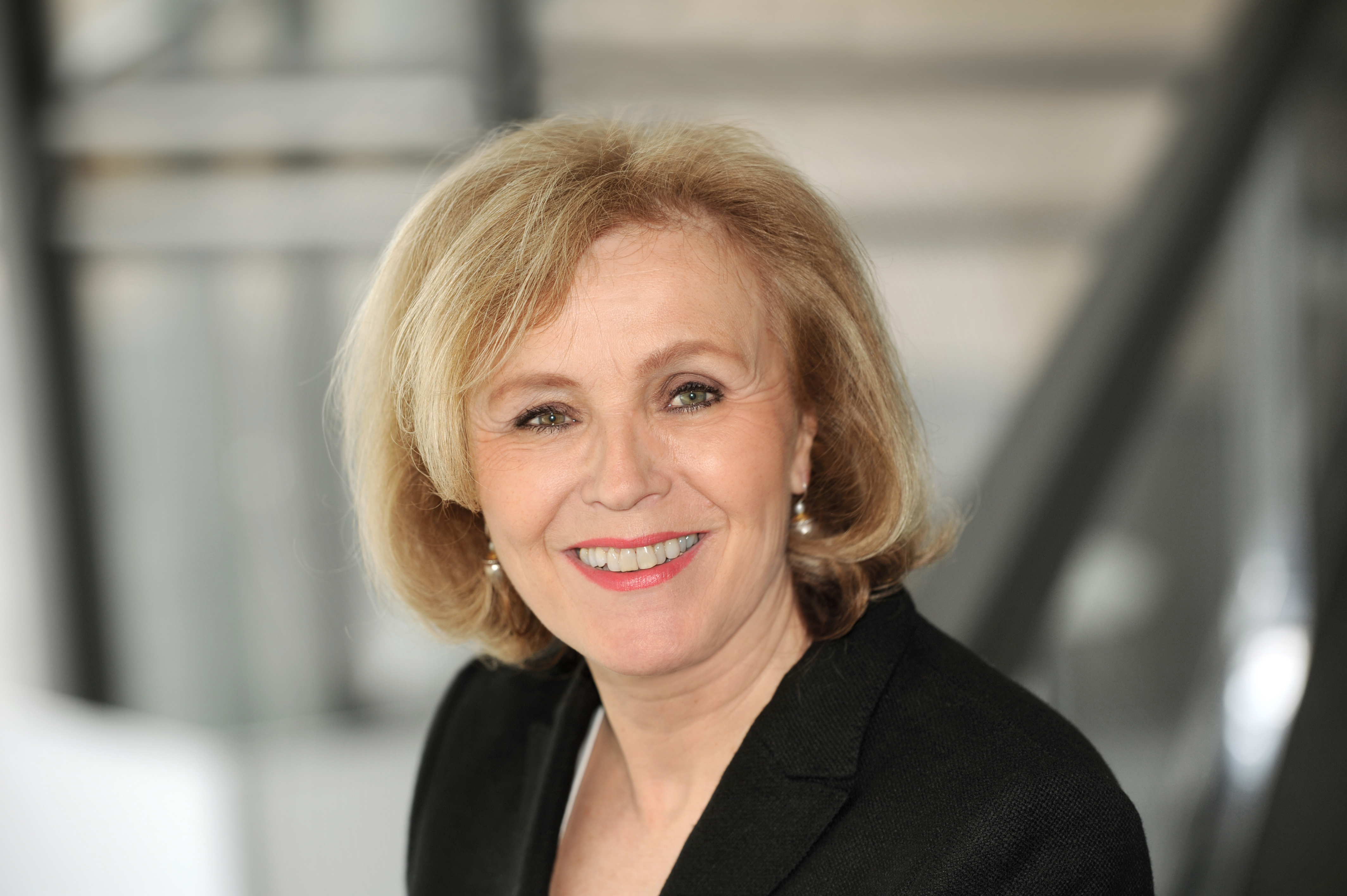
Charlotte Britz (* 1958)

- Britz, Franz-Josef (* 1948), deutscher Politiker (CDU), MdL
- Britz, Gabriele (* 1968), deutsche Juristin, Hochschullehrerin und ehemalige Richterin des Bundesverfassungsgerichts
- Britz, Greg (* 1961), US-amerikanischer Eishockeyspieler
- Britz, Herbert (1917–2011), deutscher Arzt und Standespolitiker (Marburger Bund)
- Britz, Nikolaus (1919–1982), österreichischer Hochschullehrer
- Britz, Wolfram (* 1968), deutscher Kommunalpolitiker (parteilos)
- Britze, Marianne (1883–1980), deutsche Malerin
- Britzelmayr, Max (1839–1909), deutscher Lehrer, Lichenologe und Mykologe
- Britzelmayr, Wilhelm (1892–1970), deutscher Bankdirektor, Volkswirt, Logiker und Hochschullehrer
- Britzke, Christof von (1535–1610), Militär und Beamter im Hochstift Halberstadt
- Britzke, Erhard (1877–1953), deutschbaltisch-russischer Chemiker, Metallurg und Hochschullehrer
- Britzke, Friedrich von († 1515), Propst des Doms zu Brandenburg
- Britzke, Sandro Luís Zamboni (* 1978), brasilianischer Fußballspieler